# Finntjärnen (Malungs socken, Dalarna)
Finntjärnen är en sjö i Malung-Sälens kommun i Dalarna och ingår i Göta älvs huvudavrinningsområde.